# Reserva paisajística Subcuenca del Cotahuasi
La reserva paisajística Subcuenca del Cotahuasi (RPSCC) es un área protegida en el Perú. Se encuentra en el departamento de Arequipa, en la provincia de La Unión. Está ubicada a 400 km al noroeste de la ciudad de Arequipa.
Fue creado el 23 de mayo de 2005, mediante Decreto Supremo n.º 027-2005-AG. Tiene una extensión de 490 550,00 hectáreas y colinda con los departamentos de Ayacucho, Apurímac y Cusco. 
La reserva presenta matorrales de ladera, desiertos y bosques altoandinos húmedos. La topografía es accidentada por el río Cotahuasi que forma el cañón con 3.354 m de desnivel, siendo el más profundo del mundo tomado como medida la base del nevado Solimana hasta el lecho del río. En el lugar se reportaron 158 especies de aves. Dentro de las actividades económicas del Cotahuasi están la agricultura y la ganadería de camélidos.

## Galería

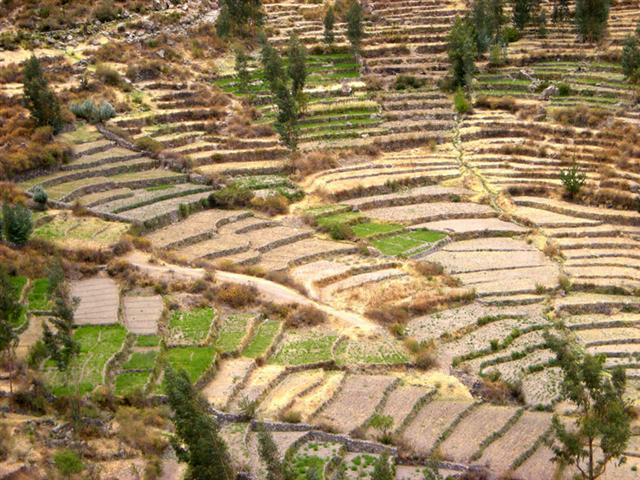
Andenes Cahuana
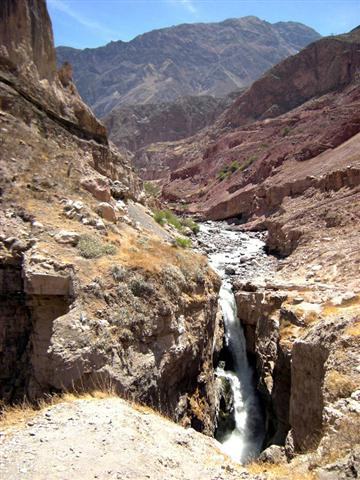
Catarata de Sipia
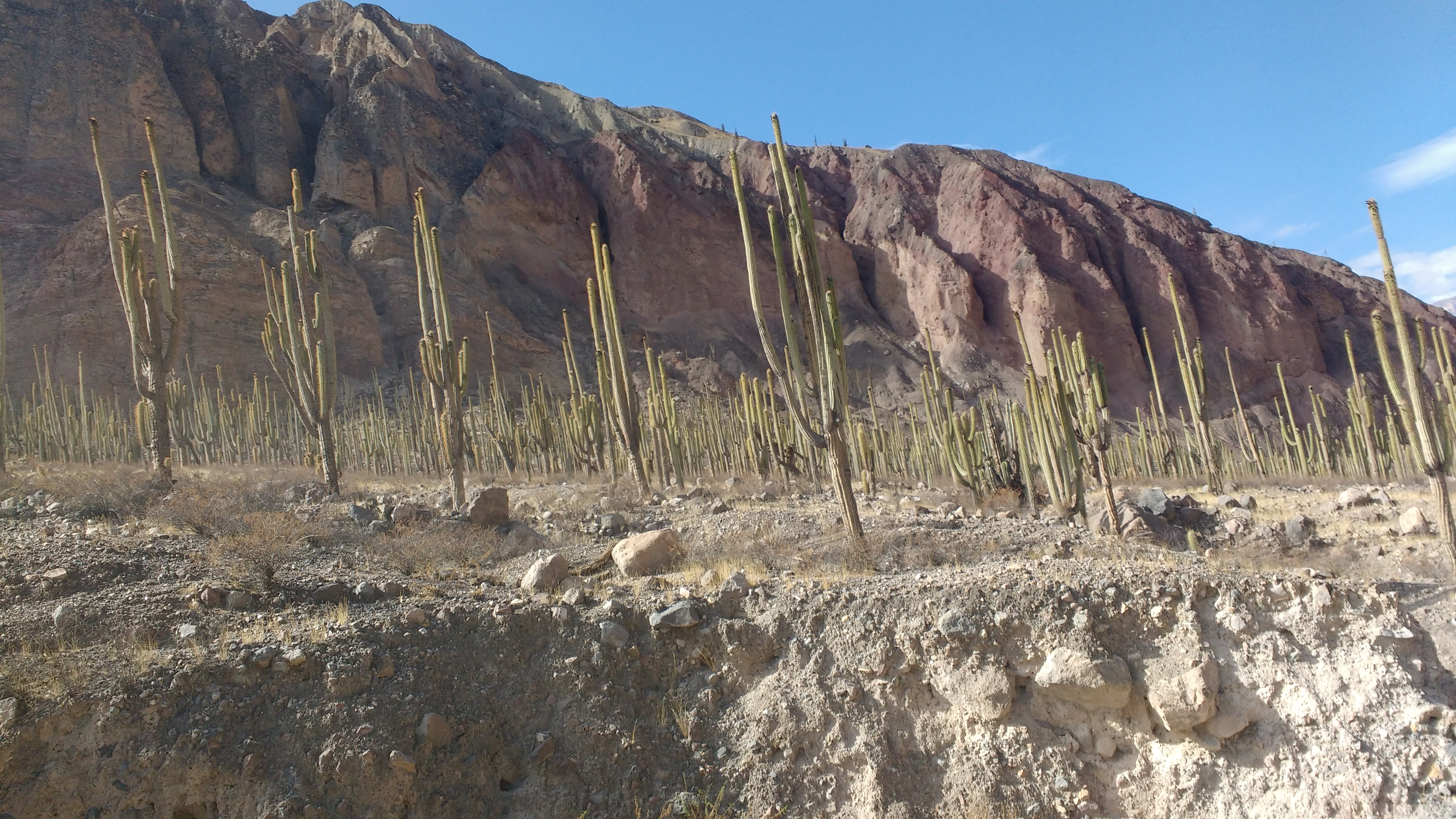